# 夏目俊二
夏目 俊二（なつめ しゅんじ、本名：上田 嘉則（うえだ よしのり）、1926年11月4日 - 2014年12月21日）は、日本の俳優、演出家。兵庫県神戸市出身。

## 来歴・人物
1950年に神戸市の劇団道化座の旗揚げに参加。1955年に大映にスカウトされ、『藤十郎の恋』で映画デビュー。その後フリーとなり、草創期のテレビドラマでも時代劇から現代劇まで幅広く活躍した。1970年、劇団神戸を結成。代表を務め、国内外の戯曲を広く取り上げ、定期的に公演を行っていた。
2014年12月21日、膵臓癌のため死去。88歳没。

## 出演作品

### 映画
- 藤十郎の恋（1955年） - 万次郎 役
- 銭形平次捕物控 どくろ駕籠（1955年） - 番頭宗二郎 役
- お父さんはお人好し（1955年） - 藤本清二 役
- 新・平家物語（1955年） - 鳥羽上皇 役
- 俺は藤吉郎（1955年） - 前田犬千代 役
- 虚無僧変化（1955年）
- 花の渡り鳥（1956年） - 櫓の惣吉 役
- 新・平家物語 義仲をめぐる三人の女（1956年） - 西浦七郎 役
- まらそん侍（1956年） - 秋庭幾之助 役
- 柳生連也斎 秘伝月影抄（1956年） - 柳生茂右衛門 役
- お化け駕篭（1956年） - 伊勢屋清次郎 役
- 腰元行状記（1956年） - 海原喬之助 役
- 刑事部屋（1956年） - 木戸刑事 役
- 花頭巾（1956年） - 鳥貝志馬 役
- 銭形平次捕物控 人肌蜘蛛（1956年） - 新吉 役
- 夜の河（1956年） - 清吉 役
- 月形半平太 花の巻 嵐の巻（1956年） - 岡田新平 役
- 続花頭巾（1956年） - 鳥貝志馬 役
- 編笠権八（1956年） - 秋田伊織 役
- 鼠小僧忍び込み控 子の刻参上（1957年） - 戸田数馬 役
- 朱雀門（1957年） - 孝明天皇 役
- 曙荘の殺人（1957年） - 須田検事 役
- 源氏物語 浮舟（1957年） - 右近小納言 役
- 刃傷未遂（1957年） - 浅野内匠頭 役
- 弥太郎笠（1957年） - 桑山盛助 役
- 暖簾（1958年） - 城口 役
- 勢揃い江戸っ子長屋（1958年） - 徳三郎 役
- 大笑い江戸っ子祭（1959年） - 三次 役
- 暴れん坊森の石松（1959年） - やらずの金三 役
- 夜霧の決闘（1959年） - 高松刑事 役
- 爆笑嬢はん日記（1960年） - 秋本 役
- 東海道駕籠抜け珍道中（1960年） - 銀八／萩銀之助 役
- 河内風土記 おいろけ説法（1961年） - 萩野 役
- ド根性大将（1966年） - 井上伯爵 役

### テレビドラマ
- 若さま侍捕物手帳（1959年、KTV）
- 風の武士（1960年、KTV）
- 遠山の金さん捕物帳（1960年、KTV） - 遠山金四郎 役
- 新吾二十番勝負（1961年、KTV）
- 紫頭巾（1961年、KTV）
- 砂の器（1962年、TBS） - 和賀英良 役
- 女の勲章（1962年、CX） - 八代銀四郎 役
- 新選組血風録（1965年、NET /東映京都テレビプロ）第5話「海仙寺党全滅」 - 中倉主膳 役
- 松本清張シリーズ「俺は知らない」（1966年、KTV）
- 水戸黄門（TBS/C.A.L）
  - 第1部 第29話「ならず者・桐生」（1970年）　-　代官・脇田半太夫 役
  - 第2部 第23話「謀略の渦・福井」（1971年）　- 松平昌親 役
  - 第3部 第9話「愛のむち・浜松」（1972年）　- 岩倉武太夫 役
  - 第4部 第19話「七人の暗殺者・三戸」（1973年）　- 安井頼母　役
  - 第6部 
    - 第13話「忍びの女・鳥取」（1975年） - 中村松之丞 役
    - 第15話「丁半花むしろ・倉敷」（1975年） - 池田光政 役
- 大岡越前（TBS/C.A.L）
  - 第1部 第2話「町火消誕生」（1970年） - 般若の与六 役
  - 第3部 第13話「恐怖の連判状」（1972年）　- 保科家江戸家老・宝田新六 役